# Tortula densifolia
Tortula densifolia là một loài Rêu trong họ Pottiaceae. Loài này được (Hook. f. & Wilson) Hook. f. & Wilson miêu tả khoa học đầu tiên năm 1847.